# Garujigi
Garujigi è un film del 2008 diretto dal regista coreano Sin Han-sol.

## Trama
Byeon Gang-soe è un tranquillo venditore di torte di riso di un remoto villaggio montuoso della Corea della Dinastia Joseon. Deriso per la sua libido compromessa, Gang-soe scopre una pozione seppellita nella foresta che lo trasforma nel più grande amatore del suo villaggio.

## Distribuzione
Garujigi è uscito nella Corea del Sud il 30 aprile 2008, e si è piazzato al sesto posto come incassi al botteghino nel primo weekend con 89.997 spettatori. Al 25 maggio, il film era stato visto da un totale di 272.493 spettatori, e al 1º giugno aveva incassato un totale di $1.720.621.